# Dzsungelország
A Dzsungelország (eredeti cím: Jungleland) 2019-es amerikai sport-filmdráma, amelyet Max Winkler rendezett, valamint Theodore B. Bressman, David Branson Smith, valamint Winkler írt. A főbb szerepekben Charlie Hunnam, Jack O’Connell, Jessica Barden, Jonathan Majors, John Cullum és Nick Mullen látható. 
A film világpremierje 2019. szeptember 12-én volt a Torontói Nemzetközi Filmfesztiválon. A Paramount Pictures 2020. november 6-án mutatta be a mozikban, majd november 10-én Video on Demand kínálatban is megjelent. Magyarországon az HBO mutatta be 2021. május 6-án.

## Cselekmény
Az egykor tehetségnek tartott fiatal bokszoló, Walter „Lion” Kaminski és eladósodott bátyja, Stanley, aki menedzser akar lenni, a munkásnegyedben küzdenek a túlélésért. Nappal egy  varróüzemben dolgoznak, éjjel Lion illegális bokszmeccseket vív, Stanley pedig az edzője. Lion felad egy meccset, amikor rájön, hogy ellenfele szándékosan veszíti el a küzdelmet. A gengszterfőnök Pepper, akinek Stanley tartozik, arra kényszeríti a testvéreket, hogy a fiatal Sky-t vigye el barátjához, a gengszterfőnök Yateshez Renóba, de cserébe felajánlja Lionnak; benevezi őt egy San Franciscó-i bokszversenyre, amelynek díja 100 000 dollár.
A két férfi beleegyezik, és a testvérek kutyájukkal hármasban elindulnak egy lopott járművel. Az egyik éjszakai megállóhelyen Sky titokban bedrogozza Liont, és megpróbál elmenekülni a kocsival, de balesetet szenved, és Stanley el tudja kapni őket. A szervizben kiderül, nem tudják teljes egészében kifizetni a számlát, egy taxis utazás után Sky szüleihez, akik a közelben laknak, a helyzet elfajul, és az anyja kidobja mindhármukat a házból. Visszatérve a szervizbe, Lion felajánlja két szerelőnek, hogy verekedjenek meg vele a számla miatt, és megnyeri a harcot.
Egy másik megálló során a testvérek között vita támad, és „az ő” autójukat, amelyben a maradék pénz van, elvontatják. Stan eladja a kutyát, hogy pénzt szerezzen a Renóba szóló buszjegyre, ami felbosszantja Liont, mivel nagyon szereti a kutyát, de elfogadja, és felszállnak a buszra. Stan elalszik a buszon, így Lion és Sky kihasználják az alkalmat, hogy észrevétlenül leszálljanak a Reno előtti utolsó megállóban. Amikor Stan Renóban felébred, Yates három asszisztense már várja őt, és elviszik a főnök irodájába. Lion és Sky közelebb kerülnek egymáshoz, és egy étterem mosdójában szexelnek, ahol a férfi a nő hasáról rájön, hogy terhes, és arra gyanakszik, Yates az apa. Megkéri Liont, néhány perccel később hagyja el a vécét, de ezt az időt arra használja fel, hogy otthagyja a férfit.
Stan megverten és megkötözve ül Yates irodájában, és a gengszterfőnök nem hiszi el Stannek, hogy nem tudja, hová tűnt Sky. Egy késsel lábon szúrja Stanley-t, és megöléssel fenyegeti, amikor Lion észrevétlenül megjelenik az irodában, és lelövi Yate-et. A testvérek elindulnak a bokszversenyre, de Stanley igazolványa még mindig Yates irodájának padlóján hever. Lion biztos vesztesnek tűnik az első meccsén, és a földre kerül, majd rendőrök jelennek meg, és Stan megadja magát nekik. Lion talpra áll, és végül kiütéssel megnyeri a küzdelmet, tekintete hiába keresi Stanley-t, miközben győzelmét ünnepli. Az eseményen megjelenik Sky, és a film véget ér.

## Szereplők
| Szereplő               | Színész         | Magyar hang        |
| ---------------------- | --------------- | ------------------ |
| Walter "Lion" Kaminski | Jack O’Connell  | Orosz Ákos         |
| Stanley Kaminski       | Charlie Hunnam  | Pál András         |
| Mary "Sky" McGinty     | Jessica Barden  | Molnár Ilona       |
| Pepper                 | Jonathan Majors | Nagy Dániel Viktor |
| Buck Noble             | Fran Kranz      | Karácsonyi Zoltán  |
| Yates                  | John Cullum     | Fodor Tamás        |

### Magyar változat
- Bemondó: Endrédi Máté
- Magyar szöveg: Szojka László
- Hangmérnök: Salgai Róbert
- Vágó: Házi Sándor
- Gyártásvezető: Bogdán Anikó
- Szinkronrendező: Molnár Ilona
- Produkciós vezető: Marjay Szabina

A szinkront az SDI Media Hungary készítette el.

## A film készítése
A film forgatása 2018. augusztus 27-én kezdődött Tauntonban, Fall Riverben, New Bedfordban (Massachusetts), Pawtucketben (Rhode Island), Buffaloban (New York), Garyben (Indiana), Renoban (Nevada) és San Franciscoban (Kalifornia).

## Bemutató
A film világpremierje a Torontói Nemzetközi Filmfesztiválon volt 2019. szeptember 12-én. 2020 szeptemberében a Vertical Entertainment megvásárolta a film amerikai forgalmazási jogait. 2020. november 6-án mutatták be korlátozott számú mozikba, majd 2020. november 10-én a Video on Demand szolgáltatáson is megjelent.